# Emund Gammal
Emund Gammal (Emund den gamle), který byl nazýván též Emund Starý, byl švédským králem v letech 1050–1060. Byl nemanželským synem krále Olofa Skötkonunga a ženy jménem Edla.
Emund se stal nástupcem svého bratra Jakoba Anunda v roce 1050. Hervarar saga k tomu píše:
| „ | Önundr hét sonr Óláfs konungs sænska, er konungdóm tók eptir hann ok varð sóttdauðr. Á hans dögum fell Óláfr konungr inn helgi á Stiklastöðum. Eymundr hét annarr sonr Óláfs sænska, er konungdóm tók eptir bróður sinn. | Král Olof Švéd měl syna jménem Önund, který byl jeho nástupcem. Zemřel ve své posteli. V jeho době zemřel Olaf Svatý u Stiklestadu. Olaf Švéd měl dalšího syna jménem Eymund, který se dostal na trůn po svém bratrovi. | “ |

Emund se za své vlády stavěl proti kněžím z arcibiskupství v Brémách, a proto byl také nazván Slemme (Špatný). Jeho manželkou byla Astrid Njalsdotter. Spolu měli syny Anunda (Adam z Brém zaznamenal, že zemřel při drancování Kvänlandu) a Ingvara, kteří ale zemřeli ještě před svým otcem, a dceru, která se stala manželkou Emundova nástupce Stenkila. Emund byl posledním králem z tzv. Domu Munsö (Ynglingů). Po smrti Emunda Gammala se králem stal Stenkil a králové z jeho rodu.